# Fiumara Careri
Fiumara Careri este o arie protejată (arie specială de conservare — SAC, sit de importanță comunitară — SCI) din Italia întinsă pe o suprafață de 311 ha, integral pe uscat.

## Localizare
Centrul sitului Fiumara Careri este situat la coordonatele 38°10′58″N 16°04′28″E / 38.182778°N 16.074444°E.

## Înființare
Situl Fiumara Careri a fost declarat sit de importanță comunitară în septembrie 1995 pentru a proteja 5 specii de animale. Situl a fost protejat și ca arie specială de conservare în iunie 2017.

## Biodiversitate
Situată în ecoregiunea mediteraneană, aria protejată conține 4 habitate naturale: Râuri mediteraneene cu debit permanent și vegetație de Glaucium flavum, Galerii și tufărișuri riverane sudice (Nerio-Tamaricetea și Securinegion tinctoriae), Pseudostepă cu ierburi și specii anuale de Thero-Brachypodietea, Râuri mediteraneene cu debit intermitent, cu specii de Paspalo-Agrostidion.
La baza desemnării sitului se află mai multe specii protejate de  păsări (5): șerpar (Circaetus gallicus), erete de stuf (Circus aeruginosus), gaia neagră (Milvus migrans), vultur egiptean (Neophron percnopterus), viespar (Pernis apivorus).
Pe lângă speciile protejate, pe teritoriul sitului au mai fost identificate 4 specii de plante, 1 specie de amfibieni, 3 specii de reptile.